# جورج لاغرانج
جورج لاغرانج (بالفرنسية: Georges Lagrange)‏ هو ناشط إسبرنتو وشاعر فرنسي، ولد في 31 أغسطس 1928، وتوفي في 30 أبريل 2004.